# Шотокан
Шотокан — це один з основних стилів карате, розроблений видатним популяризатором і викладачем карате Ґітіном Фунакосі. Напрямок одержав назву ''Шотокан'' від псевдоніма Фунакосі — "Шото". На емблемі стилю зображений тигр.

## Походження
Ґітін Фунакосі вивчав два популярні стилі окінавських бойових мистецтв: Сьорін-рю та Сьорей-рю. Згодом він об'єднав і модифікував їх. Дотримуючись політичній кон'юнктурі того часу Фунакосі змінив окінавські назви ката на японські. Зазнали зміни і самі ката. Син засновника Шотокан карате Есітака Фунакосі ввів в техніку карате удари ногами по верхньому рівню і змагальну практику, відсутні в окінавському карате.
Ґітін Фунакосі велику увагу приділяв ритуалу, суворого дотримання норм і проходженню встановленим правилам. Це разом із заміною окінавских термінів японськими і замовчуванням китайських коренів карате мало на меті зробити карате складовою частиною Будо, пронизаного японським національним духом, заснованого на самурайської культуру та традиції.
Під впливом засновника дзюдо майстра Дзіґоро Кано Фунакосі ввів нову назву: карате-до - «Шлях карате» і вимагав відтепер називати свій стиль саме так. Тим самим Ґітін Фунакосі підкреслював той факт, що карате-до є не тільки бойовим мистецтвом, але і системою фізичного і духовного виховання.
Саме тому Шотокан карате називають найакадемічнішим стилем японського карате, що несе дух Будо, на відміну від модерністських стилів карате, що з'явилися останнім часом, можливо більш практичних, але є по суті всього лише системами рукопашного бою.

## Особливості стилю
Шотокан карате відрізняється лінійними переміщеннями і лінійним докладанням сили. Стійки низькі і широкі. Блоки жорсткі. Удари руками потужні і реверсивні з включенням в удар стегна. Принцип іккен-хісацу (одним ударом - наповал) є основоположним в Шотокан карате. Програма Шотокан карате має 26 різних шитей ката, прийнятих називатися класичними, вивчення і виконання яких є найважливішою складовою тренінгу.
Особливо серйозна увага приділяється:
1. Виробленні жорсткого балансу, загальної стійкості, що досягається тривалої відпрацюванням низьких, глибоких стійок;
2. Обертальним «Хлистким» рухом стегон в горизонтальній площині, в прямому або зворотному удару напрямі, що генерує значний момент в ударах і блоках (РОТАЦІЯ);
3. Своєчасному і миттєвому включенню всіх груп м'язів в кінцевій фазі удару, коли позитивне прискорення миттєво змінюється негативним (якщо це зворотний рух) або різкою зупинкою, завдяки чому виникає імпульс від удару або блоку, або ударна хвиля, що розповсюджується углиб вражається поверхні.

## Ката Шотокан Карате До
Шитей ката
- Тайкйоку 1-3

«Великий Початок». Створені в 40-х роках Фунакосі. Призначені для розвитку сили і координації. Не належать до категорії «класичних» ката.
- Хейан 1-5

"Мир та спокій". У Сюрі-те називалися Хейвен-Анте. Після модифікації Ітосу назвав їх Пінан. Під такою назвою вони вивчаються в Вадо-рю, Сіто-рю, Кіокушинкай і ін. З 1936 р Фунакосі змінив назву на Хейан. Навчальні ката, що готують учня до розуміння більш складних ката.
- Теккі 1-3

«Залізний вершник». Ката імітує бій в обмеженому просторі, де немає можливості для маневру, в човні, в кімнаті, на краю обриву. У всіх трьох варіантах використовується тільки стійка вершника і віддзеркалення атак спереду і збоку за принципом - стіна позаду, імітуючи збиття захоплень при боротьбі в латах, удари на близькій відстані (  каги-цукі ) і староокінавського техніку низьких ударів ногами по ногах супротивника (фумікомі). Колишня назва Найханті. Ката втілює основні риси Серей-рю. Текки Сёдан - вихідна форма, імовірно з  Китаю. Текки нидан і Текки сандан створені тосу. Під назвою Найханті вивчаються в багатьох стилях.
- Бассай-дай

«Взяття Фортеці». Традиційна ката в багатьох стилях і школах. Є безліч інтерпретацій. Під назву Пассай або Бассай практикується в Вадо-рю, Сіто-рю, Ітосу-кай, Ісиміне і ін. Створена засновником окінавськой школи Сюрі-те Мацумура Сокон на основі деяких китайських комплексів таолу . Потужна і динамічна ката з постійною, швидкою зміною рук в блоках і ударах, подібно до дій при облозі замку.
- Емпі

«Політ ластівки». Перша назва Вансу, по імені творця ката Саппусіна Вансу, вперше продемонстрував її на Окінаві в 1863 році. Варіант майстра Санаеди, учня Вансу згодом був модифікований Ітосу. Під назвою Вансу практикується в Вадо-рю, Серін-рю і в інших стилях. Найстарша ката в карате-до, була дуже популярна в Томарі. Техніка в ката значно змінилася до нашого часу. Але залишився темп зміни рівня центру тяжіння, і руху стегна, і виконання техніки подібно пурхання  ластівки вгору і вниз
- Канку-дай

«Споглядання небес». Колишня назва Кусянку або Кванку на ім'я творця Гунь-Сянь-Цзюнь. Існує безліч варіантів цієї ката: Канку-дай і Канку-се в Сётокане, Кусянку в Вадо-рю, сихан-Кусянку в Сюрі-те, Кусянку майстрів Кітаяра і Куніесі, Кокосун-Дай в стилі Санкюкай і ін. Вважається , що Ітосу взяв Кусянку за основу при створенні ката ряду Хейан (Пінан). Одне з найбільш видовищних традиційних ката  Окінави. Улюблена ката майстра Фунакоси, саме ката Канку-дай Гітін Фунакосі демонстрував під час показових виступів в штаб-квартирі і головному тренувальному залі дзюдо Кодокане. Вважається, що в цій ката зашифрована вся основна техніка сетокан.
- Хангецу

«Півмісяць». Майстер Фунакоси називав її Сейсан в книзі «Рюкю кемпо: карате».  Походить з Наха-те
- Дзітте

«Десять рук». Також відноситься до Томарі-те. Існує безліч інтерпретації. Характерна техніка бою проти декількох супротивників, швидкі зміни позицій і напрямів дій
- Ганкаку

«Журавель на кручі». Стародавня назва Чинто на ім'я творця, китайського посланника на Окінаві. Належить до стилю Серей-рю. Вивчається також в Сито-рю. У Сётокане вивчається версія Ітосу. Одна з найстаріших ката в карате-до.
- Нідзюсіхо

«24 кроку». В Сито-рю, Томарі-те називається Нісейсі. Походження і автор невідомі. Також вивчається в Вадо-рю. Відноситься імовірно до групи Арагаки, поряд з Сотін і Унсу. Це дуже потужний, силове ката. У техніці превалюють удари ліктями. У старому варіанті, замість еко гері, практикували фумікомі.
- Тінте

«Незвичайні руки» (також «рідкісні руки» або «божевільні руки»). Фунакосі називав її Сеин. Вивчається в Сито-рю. Сенсей  Канадзава відносить її до ката захисних дій. Походить з  Китаю.
- Сотін

«Велике умиротворення» або «непохитність». Раніше називалася Хакко. Вивчається тільки в Сётокане і Сито-рю. Походження і автор невідомі.
- Мейкйо

«Блискуче дзеркало». Колишня назва Рохай. Ітосу сенсей розділив ката Рохай на 3 частини. У Томарі-те має 3 варіанти. Назву змінено Гітін Фунакосі. Згодом сенсей Тетсухіко Асаи ввів в практику Сьотокан Каратедо Мейкьуо нидан, а сенсей Като Садошіге - Мейкьуо сандан, які практикуються виключно в системі IJKA. Тим самим була відновлена цілісність ката Рохай.
- Унсу

«Хмарна рука» або «Руки, що розсовують хмари». Походження і автор ката невідомі. Можливо, це найдавніша форма. Вивчається також і в Сито-рю.
- Бассай-се

Мала форма Бассай-Дай. Створена майстром Ітосу. Практикується тільки в Сётокане.
- Канку-се

Мала форма. Створена Ітосу. Практикується тільки в Сётокане.
- Ванкан

«Королівська корона». Також відома під назвами Сіофу і Хито. Відноситься до Томарі-те, до школи К.Мацумора. В Сито-рю вивчається під назвою Мацукадзе. 
- Годзюсіхо-дай

«54 кроку». Фунакосі називав її Хотакі. В Сіто-рю називається Усесі.
- Годзюсіхо-се

Мала форма ката Годзюсіхо-Дай
- Дзіон

Ката китайського походження. Відноситься до Томарі-те. Існує дві версії назви:
1) на ім'я легендарного воїна-ченця, що жив в XV в. і нібито створив цю форму;
2) за назвою монастиря Дзіон-дзі в  Китаї, де імовірно створена ця ката.
- Дзіін

«Правдива любов» (а також ім'я буддистського ченця). Ще одна ката з Томарі-те. Ґітін Фунакосі називав її Соку. Модифікована Ітосу.

Токуй ката

Шотокан Тетсухіко Асаі ката
Дай ката 1-5
- Дай і кєн
- Дай ні кєн
- Дай сан кєн
- Дай йон кєн

Но ката
- Зенкутсу дачі но ката
- Кіба дачі но ката
- Кокутсу дачі но ката
- Гьяку тсукі но ката

Джунро ката
- Джунро шодан
- Джунро нідан
- Джунро сандан
- Джунро йондан
- Джунро годан

Йоко ката
- Йоко іссей
- Йоко нісей
- Йоко сансей
- Йоко йонсей
- Йоко госей

Какуйоку ката
- Какуйоку шодан
- Какуйоку нідан
- Какуйоку сандан

Іньши ката
- Хачімон
- Рантай
- Сеншо
- Кашу
- Рошу
- Шотей
- Суішу
- Ракуйо шодан
- Ракуйо нідан
- Хікіоши но ката
- Мейкьйо нідан

Шотокан Садашигє Като ката
Кібакєн ката
- Кібакєн шодан
- Кібакєн нідан
- Кібакєн сандан
- Кібакєн йондан
- Кібакєн годан
- Супер кібакєн

Іньши ката
- Бо ката
- Фушу
- Мейкьйо сандан

## Терміни
- Куміте - «зустріч рук», спаринг
- Іппон-куміте (яп. 一 本 組 み 手) - навчальний спаринг на один крок
- Самбон-куміте (яп. 三 本 組 み 手) - навчальний спаринг на три кроки
- Доджьо - «місце, де шукається шлях», тренувальний зал
- Ката - «форма», технічний комплекс
- Кіай (яп. 気 合) - гучний видих за допомогою живота, супроводжуючий сконцентрований удар
- Кіхон - базова техніка
- Ос (яп. お っ す) - слово, яке супроводжує всі поклони, а також підтверджує готовність до бою
- Обі - пояс
- Рей (яп. 礼) - уклін

## Градація поясів
У двадцятих роках XX століття Фунакосі перейняв систему учнівських та майстерень ступенів (кю і данів), розроблену засновником дзюдо Дзігоро Кано. Ця система використовувала кольорові пояса для позначення ступеня майстерності займається даним видом  бойового мистецтва. Спочатку карате мало тільки три кольори поясів: білий, коричневий і чорний (як це прийнято і в даний час в японській системі поясів дзюдо).
В даний час багато шкіл використовують систему ступенів з різними кольорами поясів. Найбільш поширена система, яка використовується Японської Асоціацією Карате (JKA) і більшістю міжнародних асоціацій Сьотокан:
- 9-й кю - білий
- 8-й кю - жовтий
- 7-й кю - помаранчевий
- 6-й кю - зелений
- 5-й кю - червоний
- 4-й кю - синій
- 3-й кю - світло-коричневий
- 2-й кю - коричневий
- 1-й кю - темно-коричневий
- 1-й дан і вище - чорний

Чорний пояс - іменний. На ньому вишито ім'я власника і його дан. Технологія виготовлення чорних поясів відрізняється від «кольорових» учнівських.
У той час як кольорові пояса змінюються, чорний пояс залишається один на все життя, і тому він шиється дуже товстим і міцним. У той час, як кольорові пояса є просто пофарбованої тканиною, чорний пояс - не прикрашає. В його основі лежить білий пояс, обшитий поверх тонкої чорною тканиною. У міру тренувань чорна тканина поверхні стирається і рветься, спочатку мало, потім все більше. Часто можна бачити, що у багатьох тренерів чорна тканина висить на білому поясі лахміттям - це свідчення активних тренувань, а не неохайності.
Коли чорна тканина повністю зійде і залишиться чистий білий пояс - вважається, що людина досягла вершин майстерності.

## Знаменитості, які вивчали Сьотокан
- Американський співак Елвіс Преслі вивчав цей стиль під час армійської служби в Німеччині.
- Брюс Лі деякий час брав уроки сетокан під час створення своєї власної системи (Джит Кун-До), навчаючись у відомого майстра Хірокадзу Канадзави.
- Говард Стерн мав коричневий пояс в Шотокані.
- Ніл і Едріан Реймент - зловісні білі близнюки у фільмі "Матриця. Перезавантаження" є володарями другого дана в Японської Асоціації Карате (JKA).
- Американський актор Жан-Клод Ван Дам має чорний пояс в Шотокані. Також Чемпіон Європи серед юніорів 1979 року.
- Талгат Нігматулін - радянський актор, чемпіон СРСР з карате.
- Письменник Еллестон Тревор отримав чорний пояс по Сётокану в 64 роки.
- Беар Гріллс - британський мандрівник, телевізійний ведучий і письменник. Отримав чорний пояс, коли був підлітком.
- Ліото Мачіда - професійний боєць ММА, володар чорного пояса сетокан. Виграв кілька аматорських турнірів з карате, в тому числі Пан-Американський турнір з карате в 2001 році
- Енн-Марі - британська співачка і автор пісень триразова чемпіонка світу з карате (стиль сетокан)

## Організації Шотокан
Сьотокан є найбільш поширеним з японських стилів карате,  в усьому світі:
1 Shotokan Ryu - Gichin Funkoshi 1868-1957
2. JKA (Japan Karate Association) - Masatoshi Nakayama 1913-1987
3. JKA WF (Japan Karate Association World Federation) - Masaaki Ueki 1939
4. JKS (Japan Karate Shoto Federation) - Tetsuhiko Asai 1935-2006
4.1 IJKA (International Japan Karate Association) - Sadashige Kato 1943-2020
4.1.1 AIK (Asai International Karate) - Giorgio Bortolin 1945
4.2 Soke IJKA (Soke International Japan Martial arts Karatedokai I.J.K.A.) Chen Hontsung 1927
4.3 WJKA (World Japan Karate Association)- Jan Knobel 1950
4.4 ASAI (Asai Shotokan Association International) - Kousaku Yokota 1947
4.5 WTKO - Richard Amos 1963
4.5.1 SSKI - Malcolm Philipps 1942
5. KWF (Karatenomichi World Federation) - Mikio Yahara 1947
5.1 Showakai - Darvin Rojas 1970
6. JSKA (Japan Shotokan Karate Asociation) - Keigo Abe 1938
6.1 ISKA (International Shotokan Karate Asociation) - Ruben Cernuda 1960
7. TSKF (Traditional Shotokan Karate Federation) - Shunsuke Takahashi 1935
8. SKD - Frank Wong Tai 1905
9. ISKF (International Shotokan Karate Federation)- Teriyuki Okazaki 1931
10. ITKF (International Traditional Karate Federation)- Hidetaka Nishiyama 1928-2008
10.1  ASVEKAT - Katsuya Ishiyama 1948
10.2  ISKAT - Vicente Cruz 1937
10.2.1  USKT - Ramda Zambrano 1960
11. SKIF (Shotokan Karate Federation) - Hirokazu Kanazawa 1931-2019
11.1 KODOKAI - Alejandro Castro 1965
11.2 WSKF (World Shotokan Karate Federation) - Hitoshi Kasuya 1947
11.3 IASK - Nick Adamov 1937
11.3.1 IFSK
11.4 TISKA - Gursharan Sahota 1960
11.5 FSK - Adam Trimble 1961
11.6 UKAI - Salvatore Lopresti 1961
11.7 BUDOKAI - Alexis Molina 1962
11.8 RHKI - Rebor Hernandes 1941
11.8.1 SAGON - Salvator Gonzalez 1965
11.8.2 OMICAN - Omar Escalona 1967
11.8.3 Shotokan TUY - Luis Castro 1957
11.9 ISKDS Shobukan - Jose Vitik 1958
12. KASE HA - Taiji Kase 1929-2004
12.1 IKS KASE HA WF (International Karatedo Shotokan Kase Ha World Federation) - Альберт Боутбоул 8 дан Франція
13. AJKA - Ray Dalke 1940
14. WSKA - Andy Sherry 1943
15. ASKA - Randall Hassel 1905
16. ITKO - Bryan Evans 1965
17. ISSKA - Masaya Kohama 1960
18. IMA - Cirys Madani 1953
19. WSKU - Kakha Basilia 1964
20. ISKDA - Yoshiaku Sumi 1943
21. BUTOCU-CAN - Taketo Okuda 1946
22. JKMO - Toshiaki Sasaki 1948
23. TKIC - Osamu Ozawa 1925-1998
23.1 AVKS - Enrique Reyes 1947
23.1.1 IRKS - Jose Rinaldi 1960
23.1.2 SKV Fernando Matheus 1962
23.1.3 TKIC - Juan De Leon 1959
24. FSKA - Keneth Funakoshi 1938
25. SASKA - Koos Burger 1943
26. SKAI - Shinji Akita 1965
27. JKI - Yasuyoshi Saito 1949
28. SKDUN - Aurel Patru 1962
29. JSKF - Toshiaki Namiki 1949
30. SEITOKAN - Hector Lisano 1959
31. IKAEFS - Luca Valdesi 1976
31.1 Rodolfo Rodrigues 1979
31.1.1 TAMASHI - Marvin Silva 1970
32. ESKA (European Shotokan Karate Association) - Європейська асоціація Сьотокан-карате
33. WSKA (World Shotokan Karate Association) - Всесвітня асоціація Сьотокан-карате
34. WKF (World Karate Federation) - Всесвітня федерація карате, яка об'єднує 4 основні стилі карате-до (Годзю-рю, Сіто-рю, Вадо-рю і Сьотокан)
35. VRRV -Міжнародна Організація Шотокан Комбат Карате. Президент і засновник, Канчо Віктор Раба 9 Дан